# Cowra
 (août 2024).
Si vous disposez d'ouvrages ou d'articles de référence ou si vous connaissez des sites web de qualité traitant du thème abordé ici, merci de compléter l'article en donnant les références utiles à sa vérifiabilité et en les liant à la section « Notes et références ».
Cowra (8 430 habitants) est une ville du centre de la Nouvelle-Galles du Sud en Australie.
Elle est située à 300 km à l'ouest de Sydney, la capitale de l'état, sur les bords de la rivière Lachlan.
Son nom vient de la déformation de 'Coura Rocks', le nom du marché à bestiaux qui a précédé la ville.

## Histoire
La région était habitée, avant l'arrivée des européens par le peuple Wiradjuri. Le premier explorateur George Wilson Evans arriva dans la vallée de Lachlan en 1815. Il nomma la région "Oxley Plains" du nom de son supérieur, John Oxley. En 1817, il considéra que la région était impropre à l'implantation de colons blancs et un dépôt militaire fut installé peu après à "Soldiers Flat" près de ce qui est aujourd'hui Billimari. Arthur Rankin et James Sloan, de Bathurst furent parmi les premiers colons blancs à s'installer dans la région en 1831.
La ville de "Coura Rocks" fut créée en 1840. En 1847 la ville prit le nom de Cowra. La première école fut ouverte en 1857; le premier pont sur le Lachlan fut construit en 1870. Le premier train arriva de Sydney en 1886, le téléphone en 1901, l'eau courante en 1909, le gaz en 1912 et l'électricité en 1924.
Cowra possède une réplique de la cloche pour la paix dans le monde de l'O.N.U., un honneur réservé normalement aux capitales d'état et qui fut attribué à la ville en reconnaissance pour sa contribution exceptionnelle à la compréhension entre les peuples, a la promotion de la paix et à l'amitié entre les peuples.
En effet, pendant la Seconde Guerre mondiale, Cowra abrita un camp de prisonniers de guerre, pour la plupart d'origine japonaise ou italienne. Le 5 août 1944, 545 (certains disent 1000) prisonniers tentèrent de s'évader dans la plus grande tentative d'évasion-suicide au monde.
Dans cette tentative vouée à l'échec, quatre gardes australiens et 231 prisonniers japonais furent tués et 108 furent blessés. Les japonais tués furent enterrés à Cowra, dans le seul cimetière militaire japonais  créé à cet effet en Australie. Ce cimetière abrite aussi quelques-uns des militaires japonais tués pendant le bombardement de Darwin.
Le terrain du cimetière fut donné au Japon en 1963. Des personnalités japonaises importantes l'ont visité, comme le prince Akihito et son épouse Michiko en 1973. À partir de 1970, des échanges scolaires avec le Japon sont même initiés.
En 1971, l'office de tourisme décida de célébrer cette réconciliation en proposant de créer un jardin japonais dans la ville. Le gouvernement japonais accepta de subventionner la création du parc en remerciement pour le comportement des australiens vis-à-vis des morts japonais. Le gouvernement australien et des sociétés privées acceptèrent de participer à cette création.
Le jardin fut dessiné par Ken Nakajima (中島健; 1914 - 2000), un célèbre concepteur de jardins japonais à l'époque. La première étape fut terminée en 1979, la seconde en 1986.
Les jardins furent construits dans le style de la période Edo et forment un jardin "kaiyū-shiki" (回遊式; déroulant). Il est censé montrer tous les types de jardins japonais. D'une superficie de cinq hectares, c'est le plus grand jardin japonais de l'hemisphère sud. Il abrite chaque année, au printemps (fin septembre, début octobre) la fête de "Sakura Matsuri" (festival de la floraison des cerisiers).

## Économie
Cowra possède un aéroport (code AITA : CWT).

## Galerie

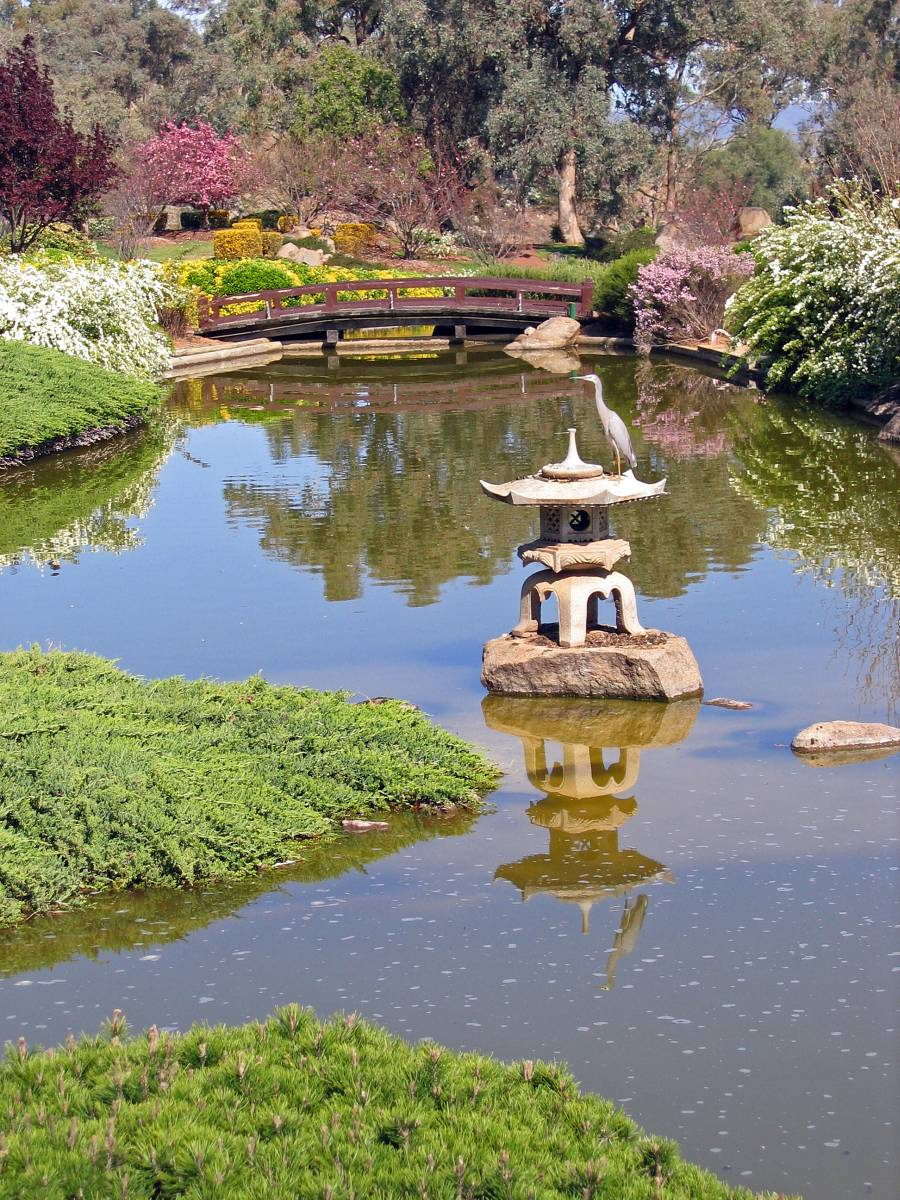
Le lac supérieur du jardin japonais de Cowra.
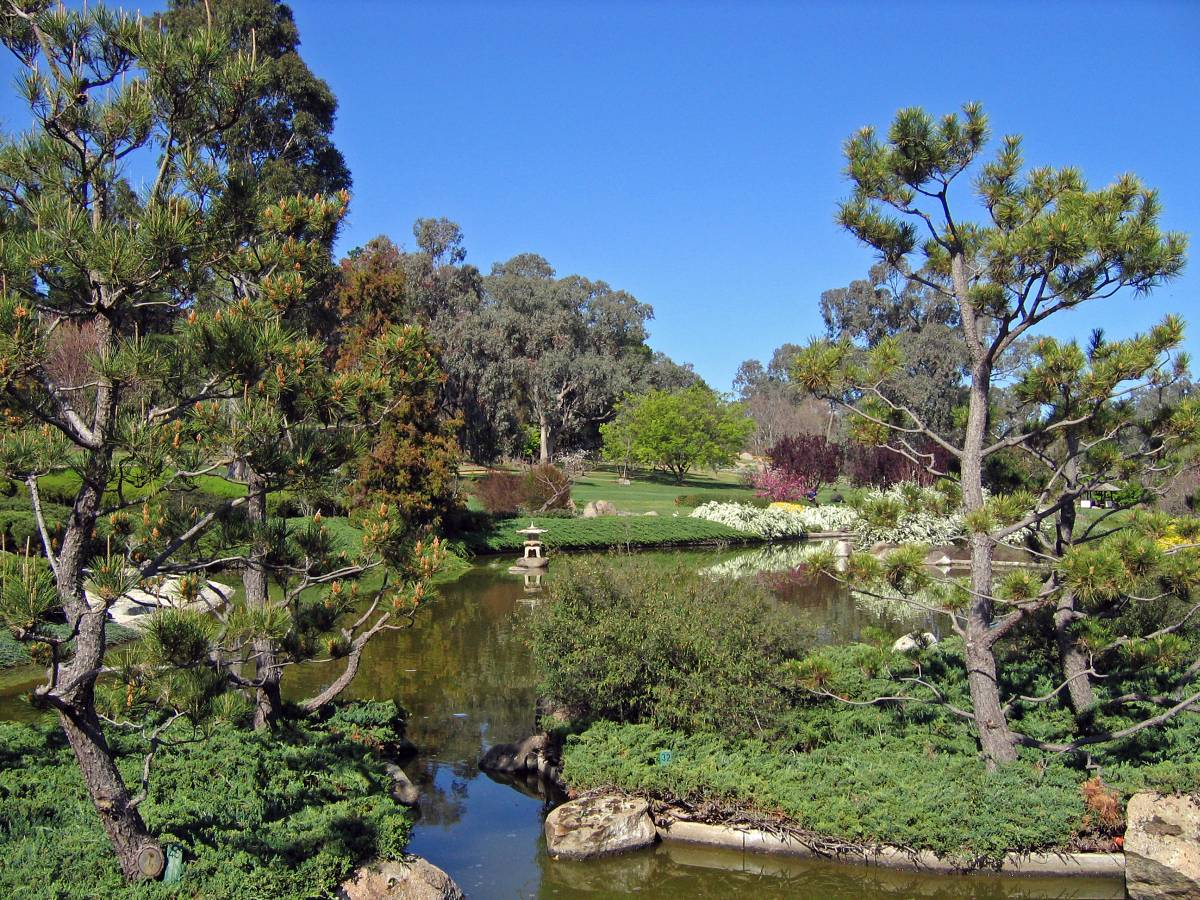
Une autre vue du jardin.
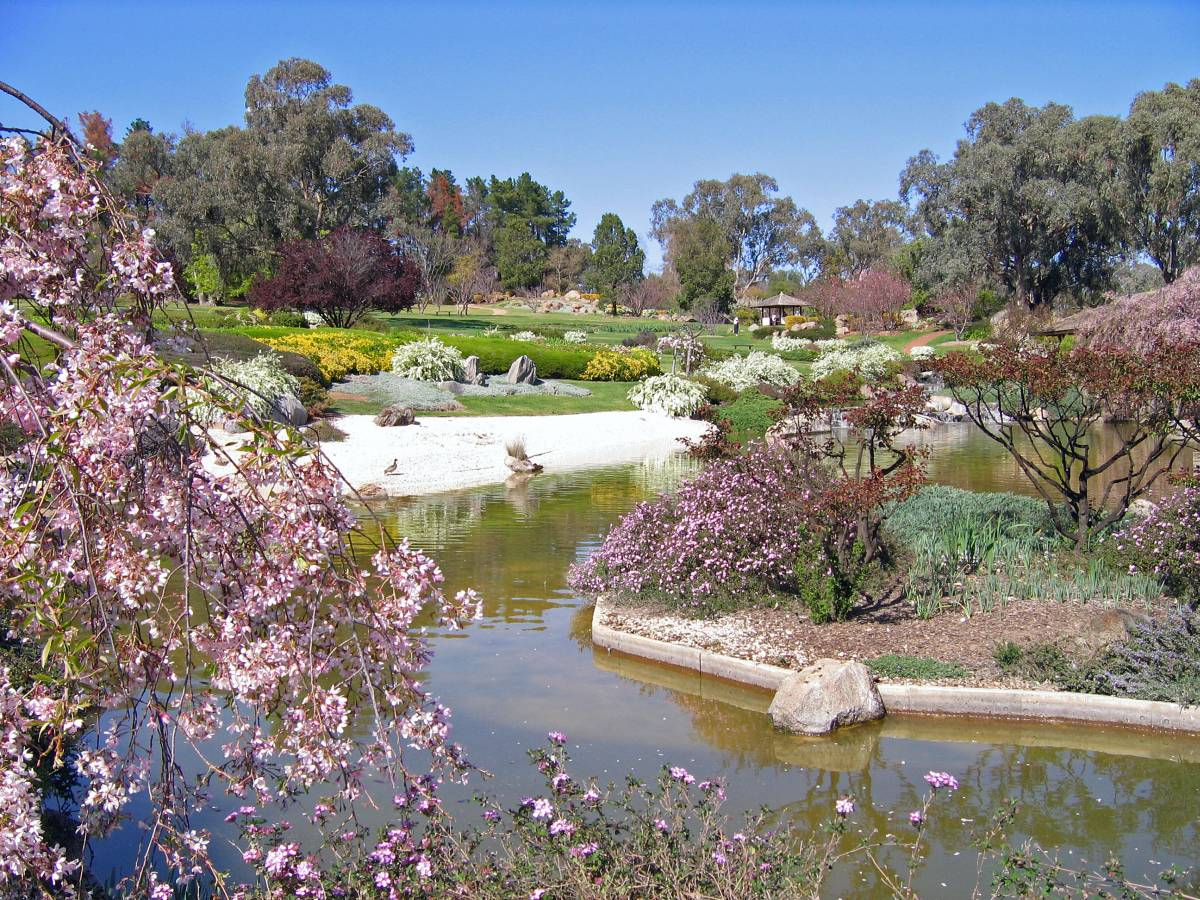
Le lac inférieur au printemps.
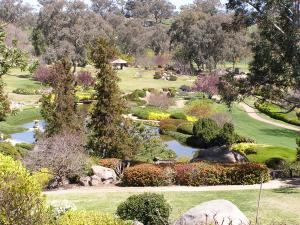
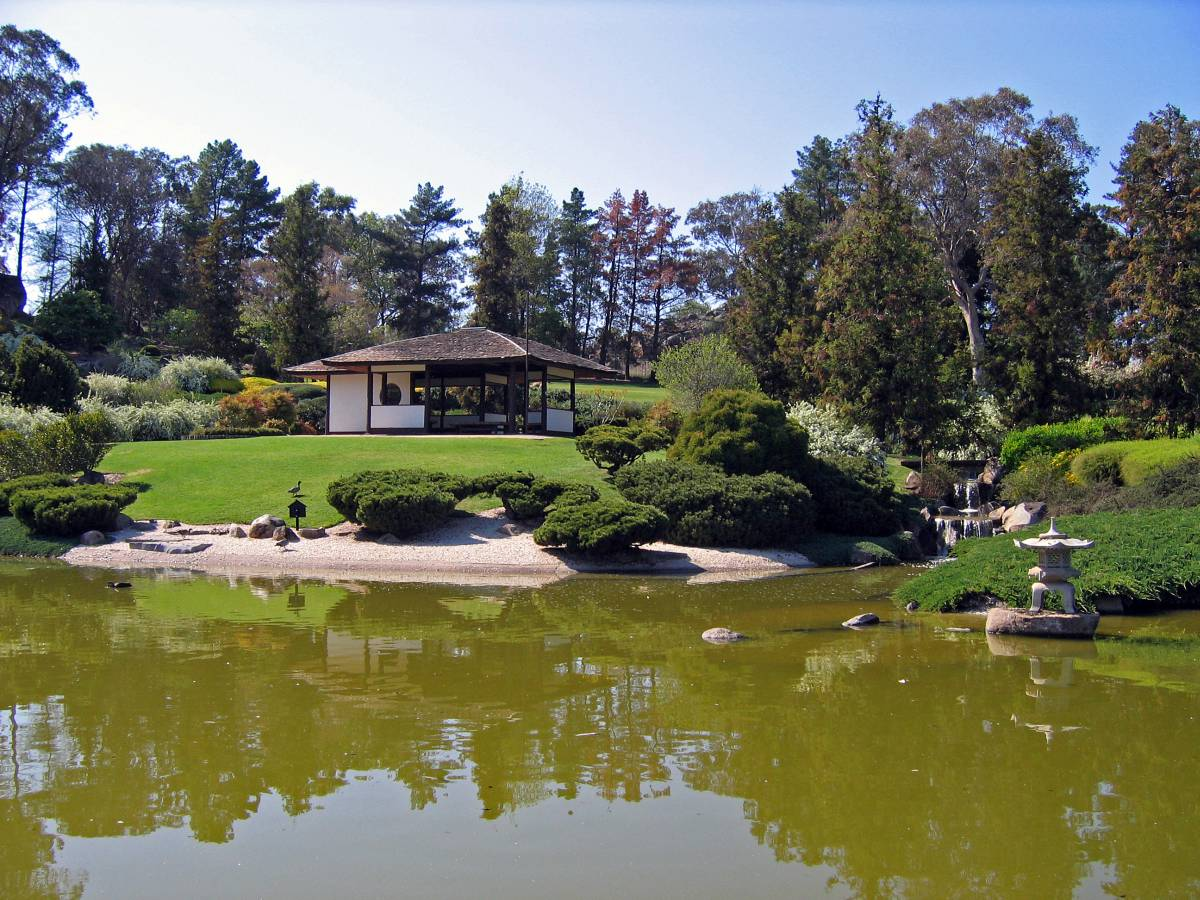
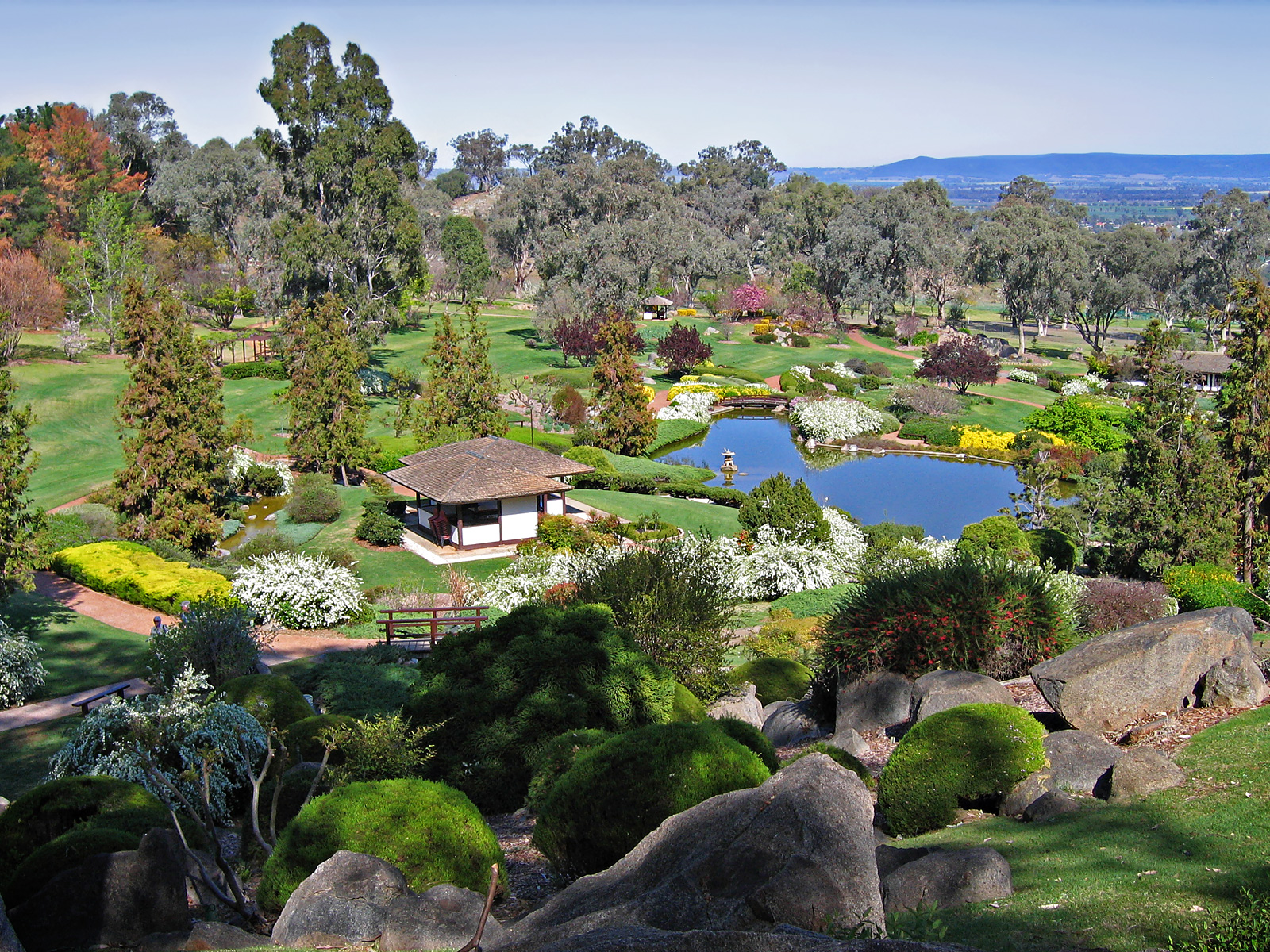